# 咪唑-4-乙醛
咪唑-4-乙醛或咪唑-5-乙醛是一种有机氮化合物，化学式为C5H6N2O，它是组胺的代谢产物。它可以被NAD依赖性乙醛脱氢酶进一步氧化，生成咪唑-4-乙酸。